# عصوية ذهبية فيتنامية
عصوية ذهبية فيتنامية (الاسم العلمي: Chryseobacterium vietnamense) هي نوع من البكتيريا، سلبية الغرام، تتبع جنس عصوية ذهبية.